# Шарль Мишель, маркиз де Виллет
Шарль Мишель, маркиз де Виллет (фр. Charles Michel, Marquis de Villette; 1736—1793) — французский писатель и политический деятель.

## Биография
Шарль Мишель, маркиз де Виллет родился 4 декабря 1736 года в городе Париже в семье финансиста, который оставил ему значительное состояние и благородный титул.
Служил в кавалерии, но в 1763 году, по окончании Семилетней войны, вернулся домой и решил посвятить себя литературе, во-многом под влиянием и покровительством Вольтера, который был другом его матери. Вольтер чрезмерно превозносил очень посредственный талант Вилетта и называл его французским Тибуллом.
Большое состояние маркиза де Вилетта помогло ему выдвинуться на литературном поприще. Он женился на воспитаннице Вольтера, купил после смерти своего покровителя замок в Фернэ и сохранил бальзамированное сердце философа.
Тщеславие маркиза и его попытки увеличить свою известность, пристегивая своё имя к славе Вольтера, послужили поводом для насмешек и едких эпиграмм со стороны коллег по литературному цеху, как то:
«Petit Villette, c’est en vain
Que vous prétendez à la gloire ;
Vous ne serez jamais qu’un nain

Qui montre un géant à la foire.»
Первое собрание сочинений де Виллета было издано в 1784 году.
Во время Великой французской революции, де Виллет писал революционные статьи в «Chronique» Парижа, и  предлагал ограничить власть Людовика XVI, но оставить его в качестве главы государства.
В 1792 году он был избран в Национальный конвент — высший законодательный и исполнительный орган Первой французской республики.
Шарль Мишель, маркиз де Виллет умер 7 июля 1793 года в родном городе.
Жена маркиза, урожденная Philiberte de Varicourt (ум. в 1822) была известна своей преданностью Вольтеру.